# Tiengen (Freiburg im Breisgau)
Tiengen (alem. Dienge [ˈd̥ɪəŋə] ) ist ein Stadtteil mit eigener Ortsverwaltung von Freiburg im Breisgau. Die Ortschaft liegt rund zehn Kilometer westlich der Stadt am Tuniberg zwischen den Freiburger Ortschaften Opfingen und Munzingen. Sie wurde am 1. Januar 1973 ein Teil der Stadt Freiburg.
Am Ort lebten Ende 2022 etwas ca. 3.700 gemeldete Einwohner. Die Gemarkung umfasst 838 ha, wovon 746 unbebaut sind. Durch die östliche Gemarkung verläuft die Autobahn A 5 / E 35 mit dem Anschluss 63 Freiburg-Süd. Die früher durch den Ort verlaufende B 31 wurde in Tiengen und Munzingen wegen des dort parallelen Verlaufs zur Autobahn zu einer Kreisstraße herabgestuft.
Am Autobahnanschluss, ein Kilometer östlich des Ortes, liegt mit dem Reutemattensee ein Niedermoor, das seit dem verschließen des künstlichen Zulaufes den Badesee ersetzt, östlich der Autobahn im Mooswald der Arlesheimer See, unzugänglich in einem Naturschutzgebiet. Beide Seen sind ehemalige Baggerseen. Am Ostrand der Gemarkung liegen in der Nähe des Freiburger Thermalbades die Schlatthöfe.
Tiengen verfügt auf dem Tuniberg über große Rebflächen, doch hat der Weinbau in den vergangenen Jahren an relativer Bedeutung stark eingebüßt. Durch den großen Einwohnerzuwachs seit 1970 hat sich der Ort zu einer Pendlergemeinde entwickelt.

## Geschichte
Erstmals urkundlich erwähnt wurde Tiengen im Jahre 888 mit der Namensform „Tunginga“ in einer Schenkungsurkunde König Arnulfs an das Klosters St. Gallen, das damit hier umfangreiche Besitzungen erwarb. 1008 wird der Ort in einer weiteren Schenkungsurkunde, der so genannten Wildbannurkunde von König Heinrich II. an das Bistum Basel erwähnt, zusammen mit den Namen der Freiburger Stadtteile Herdern, Wiehre und Zähringen sowie anderer Orte im Breisgau. Das Ortswappen zeigt diese beiden Besitzverhältnisse an: Der Bär steht für St. Gallen und der Bischofsstab für Basel.

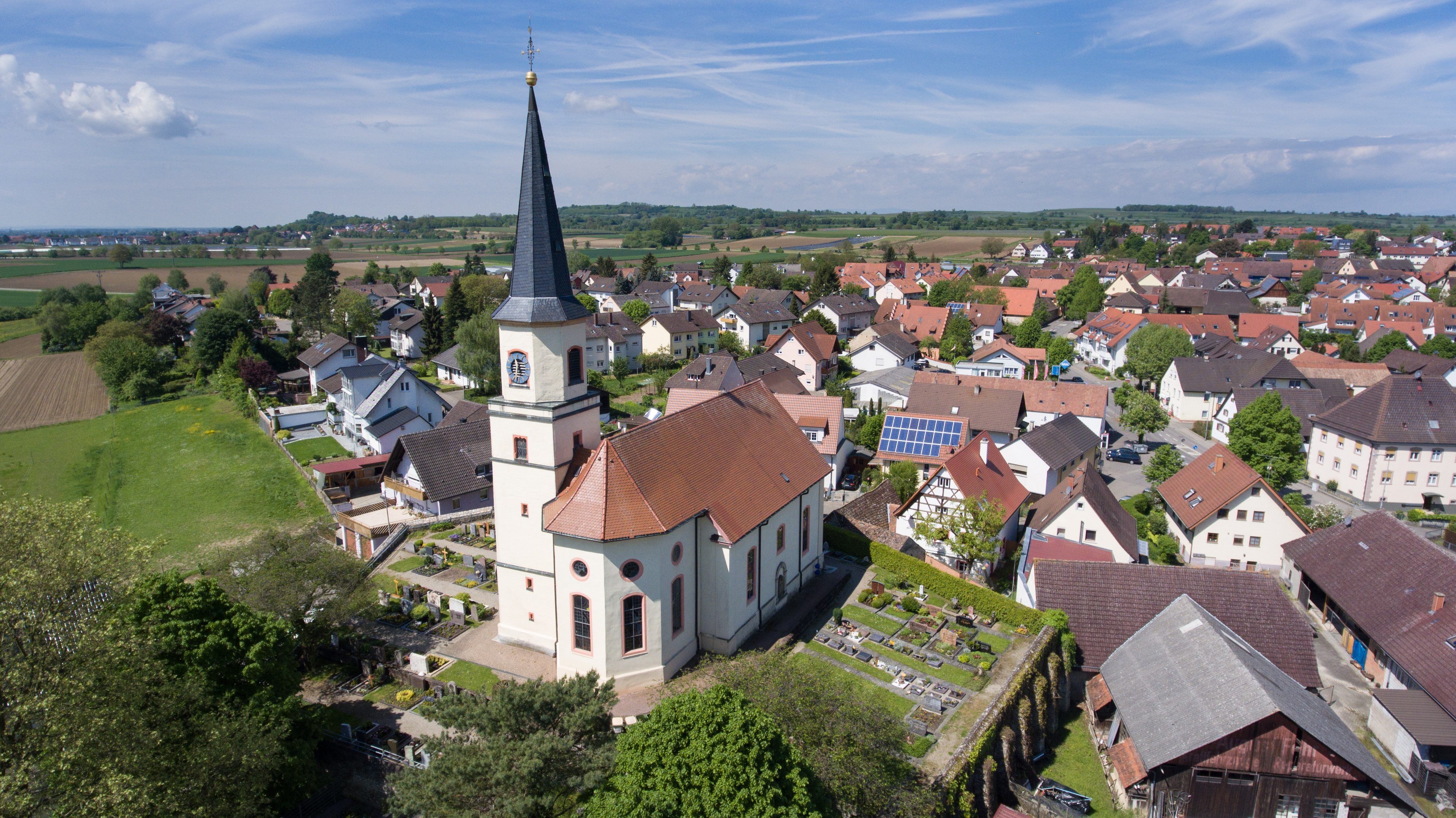
Tiengen, evangelische Pfarrkirche

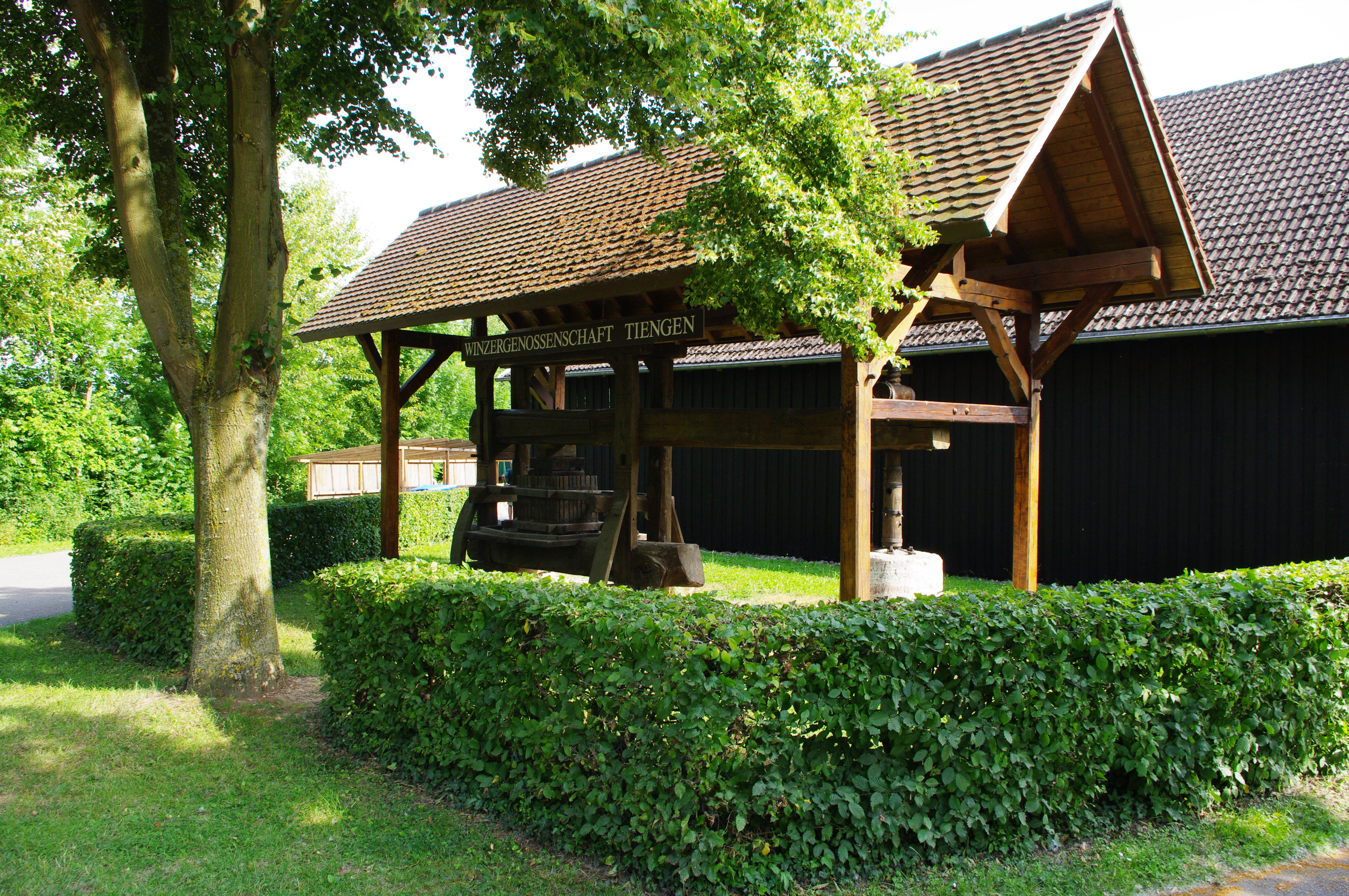
Alte Weinpresse

Nach dem Wechsel mehrerer Ortsherren gehörte Tiengen im 15. Jahrhundert zur Herrschaft Badenweiler und kam mit dieser 1499 an den Markgrafen Christoph von Baden. Als Teil der Markgrafschaft Baden wurde der Ort in der Reformation evangelisch und gehörte zum Markgräflerland. Diese Zugehörigkeit macht sich auch im örtlichen alemannischen Dialekt bemerkbar, der wie im gleichfalls in der Reformation protestantisch gewordenen Opfingen zum Hochalemannischen zählt, während man im in der Reformationszeit katholisch gebliebenen Munzingen einen niederalemannischen Dialekt spricht.
Die evangelische Kirche trägt den Namen des Heiligen Symphorianus. Der Kirchturm ist 36 Meter hoch; seine Spitze liegt auf gleicher Höhe wie der Freiburger Münsterplatz.

## Wappen
In gespaltenem Schild vorne in Silber ein aufgerichteter, linksgewendeter schwarzer Bär, hinten in Rot ein silberner Bischofsstab (Baselstab).

## Verkehr
Tiengen ist seit Dezember 2022 über eine Schnellbuslinie direkt ohne Zwischenhalt an den Freiburger Hauptbahnhof angebunden. Darüber hinaus besteht eine halbstündliche Anbindung per Bus nach Freiburg an die Straßenbahnlinie 3 in der Haid im Stadtteil St. Georgen.
In Tiengen besteht eine Station des Fahrradverleihsystems Frelo. Für den Radverkehr ist Tiengen über einen Radweg entlang der B 31 mit dem FR 6 und dem übrigen Freiburger Radnetz verbunden. Entlang des Mühlbachs verläuft ein Radweg von Munzingen nach Opfingen und Waltershofen. Auf diesem Abschnitt verlaufen auch die Grüne Straße von Titisee-Neustadt nach Contrexéville, der Europäische Radwanderweg von Freiburg nach Colmar und der Breisgau Radweg von Breisach nach Herbolzheim. Über den Tuniberg verläuft der Tunibergradweg mit Anschluss an Merdingen und Gottenheim.
Für den KfZ-Verkehr ist Tiengen über die Ausfahrt Freiburg-Süd direkt an die A 5 und über die B 31 und die B 3 mit der Stadt Freiburg angebunden.

## Bauten

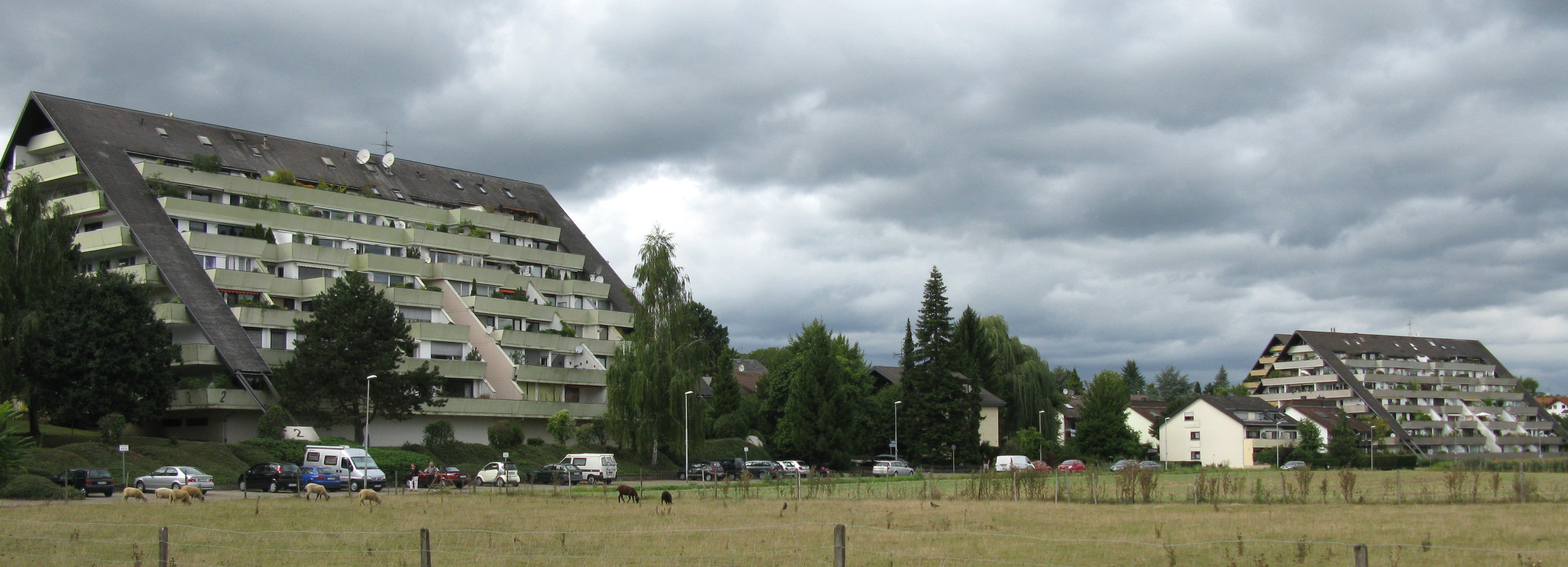
Terrassenhäuser

Auffällig im Ortsbild sind die 1973 erbauten Terrassenhäuser. Am östlichen Ortsrand befindet sich mit dem Tuniberghaus eine Veranstaltungsstätte. In der Ortsmitte steht das 1650 als Poststation errichtete Gasthaus „Zum Anker“. Außerhalb des Ortes im Mooswald befinden sich die Schlatthöfe, entstanden im 13. Jahrhundert, heute bekannt durch das Weingut mit Straußwirtschaft.

## Persönlichkeiten
- Anna Ewers (* 1993), deutsches Model, stammt aus Freiburg-Tiengen